# Фиоре Сардо
Фиоре Сардо (итал. Fiore Sardo, рус. Цветок Сардинии) — твёрдый сыр из овечьего молока традиционно производимый на итальянском острове Сардиния. По одной из версий своё название получил от символа цветка, вырезаемого на дне деревянных форм из каштана, в которых производилось прессование творожной массы. После вызревания матрица днища формировала оттиск на головке сыра, кроме символа цветка содержащий инициалы производителя. По другой — крестьяне использовали цветки артишока в качестве коагулянта. Первые свидетельства об изготовлении подобного сыра относятся к VIII веку до н. э., когда греческие сыроделы варили его на другом острове Средиземного моря — Сицилии. Метод его приготовления был описан ещё в Одиссее Гомера. Современные попытки зарегистрировать достоинства продукта, связанные с местом и традициями его производства, начались в 1951 году, ещё до вступления в силу итальянской национальной системы контроля качества Denominazione di Origine Controllata. В 1996 году Европейская комиссия зарегистрировала продукт в статусе PDO (Защищённое наименование места происхождения). Иногда ошибочно отождествляют Фиоре Сардо с другим местным сыром Пекорино Сардо (итал. Pecorino sardo). Методы их производства похожи, но имеют ряд отличий (температура коагуляции, используемые сычужные ферменты, время копчения и прочие), оказывающие влияние на конечный вкус. В результате этого при сертификации в Европейской комиссии сыры были зарегистрированы как два разных продукта.

## Производство и использование
Согласно «Оксфордскому справочнику сыров» (англ. The Oxford Companion to Cheese) Фиоре Сардо является сыром, рецепт и методы обработки которого пришли ещё от древних пастухов, его приготовление до настоящего времени ведётся кустарными способами. Производство Пекорино Сардо, в свою очередь, стало доминирующим с конца XIX века, когда оно было организовано на пищевых предприятиях в промышленных масштабах.
Для Фиоре Сардо используется только молоко от овец местной породы Сарда, выпас которых должен проходить в естественных условиях. Никакие искусственные добавки в корма не допустимы. Каждая партия сыра изготавливается из только-что надоенного молока естественной температуры 32-35° С от животных одного стада или с одной фермы. Дополнительной тепловой обработке продукт не подвергается. Для коагуляции используется фермент из сычуга овец или коз также местных пород (для Пекорино Сардо используют телячий). Получившуюся творожную массу сцеживают, измельчают до размера рисового зерна и заливают в ёмкости, придающие будущему сыру его характерную форму. После кратковременной выдержки в рассоле — от 8 до 12 часов, продукт коптят на открытом воздухе около двух недель (Пикорино значительно меньше), после чего отправляют на дозревание в холодные подвалы. Периодически сыр смазывают смесью оливкового масла, винного уксуса и соли. Процесс созревания обычно длится с декабря по июнь следующего года. Средний вес готовой головки составляет около 3,5 кг. Цвет кожуры от тёмно-жёлтого до тёмно-коричневого, на срезе — от белого до соломенно-жёлтого цвета. Острота вкуса зависит от продолжительности созревания.
Вкус сыра яркий и глубокий, с ароматами копчения, в меру солёный. Чаще всего его натирают для приготовления соуса к макаронным изделиям или подают в качестве десерта. К Фиоре Сардо средней выдержки рекомендуют молодое красное вино из винограда Гренаш, например, Cannonau di Sardegna, а к более зрелым сырам — вина с мускатными ароматами, сардинийскими Moscato di Sorso Sennori или Malvasia di Bosa.